# Béatrice André-Salvini
Pour les articles homonymes, voir  André et Salvini.
Béatrice André-Salvini, née le 27 janvier 1949 à Neuilly-sur-Seine et morte le 24 novembre 2020 à Paris 15e, est une épigraphiste française, spécialiste de l’antique Mésopotamie. Conservatrice générale du patrimoine, elle a dirigé de 2006 à 2015 le département des Antiquités orientales au musée du Louvre dont elle a été un membre actif près de quarante ans. Outre la conservation du patrimoine, son action dans le département a consisté principalement dans l'organisation de deux expositions, « La Naissance de l'écriture » avec C. Ziegler (pour l'Egypte) et « Babylone » (avec S. Allard pour les périodes "modernes"). Elle a également suivi le projet d'exposition porté par F. Demange sur l'Arabie (« Routes d'Arabie »).

## Biographie
Née le 27 janvier 1949 à Neuilly-sur-Seine, son père est conservateur du musée de Bourges. Quand elle a 13 ans, elle emprunte à son frère aîné L’histoire commence à Sumer de Samuel Noah Kramer qui fait naître sa passion pour l'histoire de l'Orient.
Avec une licence de lettres, elle reçut une formation en tant qu'archéologue à la fois à l'université de Paris I Panthéon-Sorbonne et à  l’École du Louvre où Béatrice André-Salvini a enseigné à partir de 1991.
À 27 ans, elle remporte le concours de conservateur du patrimoine au Louvre et intègre le département des antiquités orientales en 1977 sous la direction de Pierre Amiet, comme chargée des collections d’épigraphie préislamique, avant d’en prendre la direction en 2005.
Elle y rencontre son futur époux, l’archéologue italien Mirjo Salvini avec lequel elle mène diverses missions d'études au Moyen-Orient.
Épigraphiste, Béatrice André-Salvini participe aux travaux de plusieurs missions archéologiques, dont celles d’Ougarit (Syrie) et de Bahrein, pour lesquelles elle est chargée de certains dossiers de publications des textes cunéiformes.
En 1982, avec Christiane Ziegler, elle organise sa première grande exposition « Naissance de l'écriture » au Grand Palais qui met en perspective la naissance de l'écriture cunéiforme et celle des hiéroglyphes égyptiens. Elle assure le commissariat partagé de deux autres expositions. L'une sur Babylone en 2008, avec Sébastien Allard, l'autre en 2010 avec Françoise Demange, chargée de la coopération avec l'Arabie, « Routes d'Arabie ».
Le président du musée du Louvre de 2001 à 2013, Henri Loyrette, la nomme en 2005, directrice du département des antiquités orientales . Elle exerce cette fonction de 2006 à 2014.
Béatrice André-Salvini est fait Chevalier de la Légion d'honneur en 2011
Béatrice André-Salvini décède à Paris 15ème  le 24 novembre 2020 à l'âge de 71 ans au terme d’une longue maladie,.